# Яремич Степан Петрович
Яре́мич Степа́н Петро́вич(*22 липня (3 серпня) 1869, Галайки — †14 жовтня 1939 Ленінград), мистецтвознавець і мистець родом з с. Галайки на Київщині.

## Життєпис

### Київський період
Народився на Київщині.
Мистецьку освіту здобув у Лаврській іконописній майстерні (1882—1887), у Київській рисувальній школі М. Мурашка (1887—1894) та в М. Ґе. Яремич разом із іншими декорував Володимирський собор в Києві; автор картин «Княжа гора під Каневом», «Вид на Дніпро», «Поле», «Укр. дівчина» та ін. Друкувався в «КСт.» («Пам'ятники мистецтва XVI—XVII ст. в Києво-Печерській Лаврі», 1900), в журналі «Мир искусства» («Андріївська церква в Києві», ч. 1 — 2, 1903); автор досліджень про художників М. Ґе, М. Врубеля та ін.

### Петербурзький період
З 1900 року мешкав і працював в Петербурзі. 1904—1908 роках — працював за кордоном, переважно в Парижі. Був запрошений до антрепризи Сергія Дягілєва, за ескізами Олександра Головіна зробив театральні декорації до опери «Борис Годунов» М. П. Мусоргского на сцені паризької «Гранд Опера».
Брав участь в виставках товариства «Світ мистецтва». Після більшовицького перевороту з 1918 року — завідувач відділку малюнків націоналізованого музею Ермітаж. З 1930 року — завідувач реставраційної майстерні того ж музею. Помер в Ленінграді.